# 子不语
《子不語》，又名《新齊諧》，文言筆記志怪小說，清代袁枚著，共24卷，又有《续新齊諧》10卷。書成於乾隆五十三年（1788年）以前，内容引用极多，大多来自于他人口述，但也有一些来自于书面记录，它和不少前人以及同时代作家的志怪小说存在雷同情节，如紀曉嵐的《閱微草堂筆記》。

## 命名
「子不语」一語取自《論語·述而》記載：「子不語：怪、力、亂、神。」意思是孔子絕口不談關於「怪異、暴力、悖亂、靈異」等事。《子不语》书成後，袁枚发现元朝人小說部中已有此书名，又改为《新齊諧》，取自莊子《莊子·逍遥游》：“《齐谐》者，志怪者也。”
从《子不语》的袁枚自刻本开始，直到其清末刊本标题均为《新齐谐》，民国才开始正式用《子不语》之名出版。袁枚序所说的元人同名书已无从考证。据袁枚，他也曾打算以《续夷坚志》命名此书，但刊行时发现元好问已有《续夷坚志》而改为《新齐谐》。

## 版本
现存最早的《子不语》版本是乾隆五十三年（1788）随园刻本（乾隆戊戌本），此外还有嘉庆间《随园三十种》本、嘉庆三十年（1815）美德堂刊本、光绪十八年（1892）《随园三十八种》本等。:1
据乾隆戊戌本，本书共24卷，740则故事，但目前中国国家图书馆收藏的乾隆戊戌本有二十余章缺失。嘉庆间《随园三十种》本收录较全，只缺《乡试弥封》一篇。

### 查禁
自道光开始，它被清政府视为“淫词小说”。道光十八年（1838）江苏（裕谦主持），道光二十四年（1844）浙江、同治七年（1868）江苏（丁日昌）屡次将《子不语》列入查禁名单。前两次标注为“抽禁”，即查禁部分章节，主要是《蔡京后身》《暹罗妻驴》《控鹤监秘记二则》《急淫自缢》这四章，而丁日昌则直接封禁全书。
目前并未发现道光和同治年间刊本，可能就是受查禁影响。光绪之后，虽然政府仍在查禁小说，但《子不语》已不在查禁之列。

## 内容
《子不语》内容来源很多，其中大多:6为袁枚收录的他人叙述，如《山西王二》中直接标注“熊翰林涤斋先生为余言”:4，一些没有明说的也可以从内文看出是源自他人叙述，如《妖道乞鱼》“余姐夫王贡南，居杭州之横河桥”。《子不语》中，直接指出源自他人叙述的有134则，间接指出的有45则，合179则:6。此外，也有袁枚自述，如《大胞人》:5。
《子不语》的书面来源情况比较复杂，一些是当时的邸抄、公文，如《常格訴冤》“乾隆十六年八月初三日，阅邸抄”:7；一些是来自于碑石、牌坊，如《田烈妇》:7；一些来自于史书，其中《明史》最多:7；一些来自于文人文集和其它典籍，如《本草纲目拾遗·蜜虎》同名章节:14。
此外，《子不语》中袁枚虽然对一些来源进行了标注，但也存在错误情况，如《奉行初次盘古成案》说引自《北史》，但其实是《南史》。:20

### 相似故事
《子不语》的一些故事在前人的笔记小说中就已出现，如其《雀报恩》来源于《搜神记·黄衣童子》:8。时间最近的是《阅微草堂笔记》（特别是其《滦阳消夏录》）和《夜谭随录》。其中，与《阅微草堂笔记》情节相似的有九篇，可能是袁枚直接录自原书:7。
鲁迅在《中国小说史略》中曾表示是《夜谭随录》抄《子不语》，但现在学界普遍认为是《子不语》抄《夜谭随录》，因为《夜谭随录》在乾隆四十四年（1779）年就已有刊本，比最早的《子不语》乾隆戊戌本还早。:12-13

## 评价
和清代大部分笔记小说不同，《子不语》对于所叙述的鬼故事和各种奇闻表现出怀疑的态度，体现了他对经学的批判和反传统思想。

## 外部連結
- 子不語 - 開放文學